# BMW S54

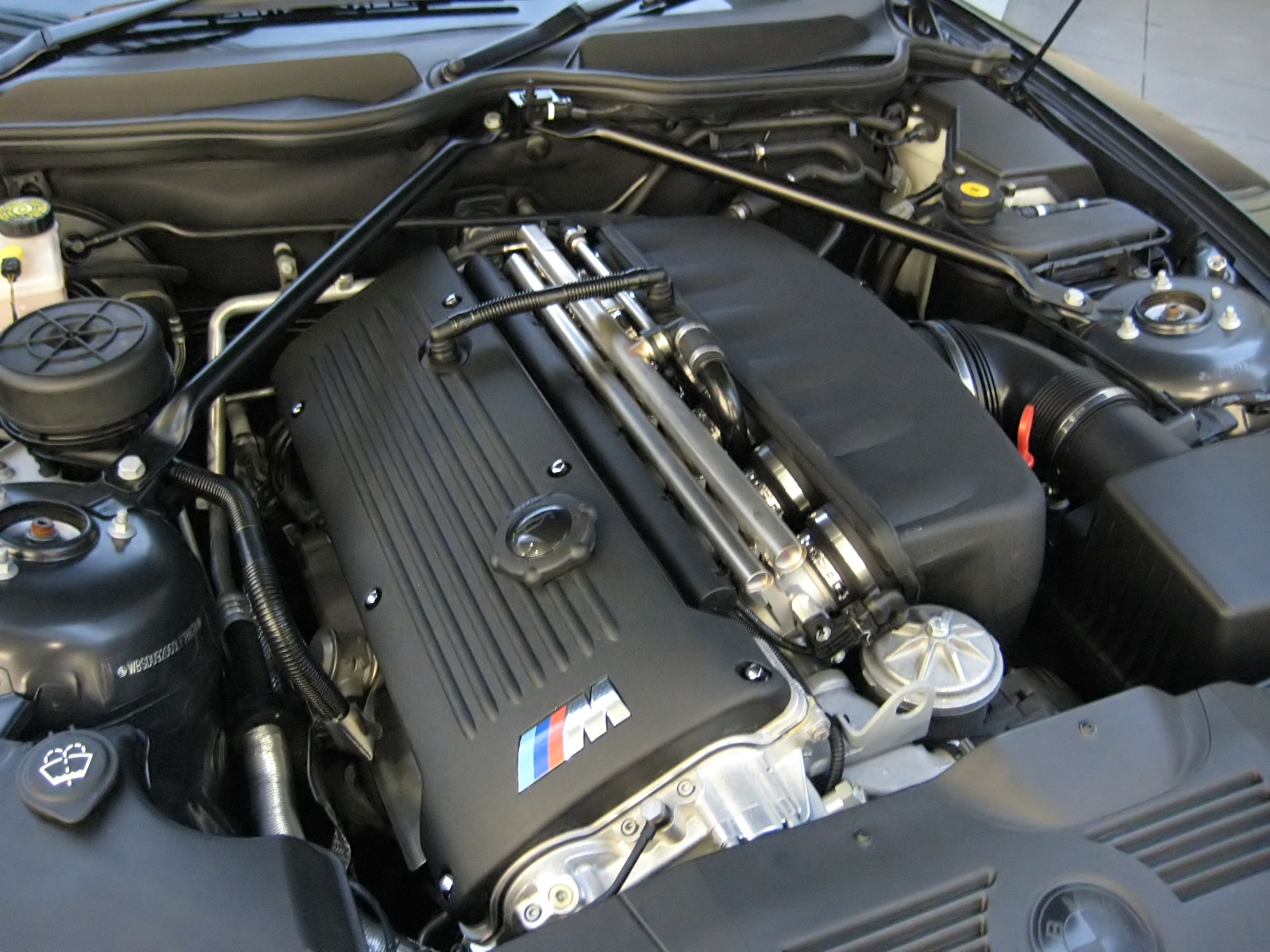
S54B32

BMW S54 – silnik BMW

## S54 - 326S4 (E85, Z3, M3 E46)
| Liczba cylindrów           | 6                                      |
| Średnica cylindrów         | 87 mm                                  |
| Skok tłoka                 | 91 mm                                  |
| Pojemność                  | 3246 cm³                               |
| Stopień sprężania          | 11,5:1                                 |
| Moc maksymalna             | 252 kW (343 KM) przy 7900 obr./min     |
| Obroty maksymalne          | 7800 obr./min (chwilowe 8000 obr./min) |
| Waga                       | 212 kg                                 |
| Maksymalny moment obrotowy | 365 Nm przy 4900 obr./min              |
| Lata produkcji             | 2000-2011                              |
| Materiał bloku silnika     | Żeliwo                                 |
| Układ zaworowy             | DOHC (4 zawory na cylinder)            |
| Rodzaj paliwa              | Benzyna                                |

Silnik stosowany był w modelach BMW Z3 M Coupé / M Roadster, BMW Z4 M Coupé E86 / Roadster E85 oraz BMW M3 E46.